# Dmitri Anósov
Dmitri Viktórovich Anósov (en ruso, Дми́трий Ви́кторович Ано́сов; Moscú, 30 de noviembre de 1936 – Moscú, 5 de agosto de 2014) fue un matemático soviético y ruso.

## Biografía
Anósov era estudiante en la Universidad Estatal de Moscú de Lev Pontriaguin. Abandonó topología para especializarse en ecuaciones diferenciales. Allí obtuvo el Máster del Departamento de Mecánica y Matemáticas en 1958. Continuó sus estudios en el Instituto Steklov de Matemáticas, siguiendo la estela de Pontriaguin que le fue indicando el camino hacia materias de estudio de niveles cada vez más avanzados. Al graduarse en 1961, dedicó toda su carrera profesional en esta institución, donde acabó ocupando el cargo de director del departamento de ecuaciones diferenciales. Su gran aportación fueron sus contribuciones a la Teoría de los sistemas dinámicos.
También trabajó en ocasiones en la Universidad Estatal de Moscú, de la que fue profesor honorario y director del Departamento de Sistemas Dinámicos, así como en la Universidad Independiente de Moscú. Fue galardonado con el Premio Estatal de la URSS en 1976.